# Next World (album de BoA)
Pour l’article homonyme, voir Next World.
Albums de BoA
Atlantis Princess
(2003) Shine We Are!
(2003)
Next World est un album de BoA. Il contient des remixes de ses hits ainsi que des versions anglaises de ses précédents singles.

## Liste des titres
1. "Holiday" (Palmdrive featuring BoA & Firstklas)
2. "Kiseki / No.1|Kiseki / 奇蹟" (Soul'd Out Remix)
3. "Flying Without Wings" (Westlife featuring BoA)
4. "Show Me What You Got" (Bratz featuring BoA & Howie D.) (DJ Watarai Remix)
5. "Jewel Song" (Akira's Canto Diamante Version)
6. "Shine We Are!" (Remixed by G.T.S) (Groove That Soul Remix)
7. "Flower" (Remixed by Daisuke Imai featuring Lisa) (D.I's "Luv Hurts" Remix)
8. "Winding Road" (featuring Dabo)
9. "Everything Needs Love" (Mondo Grosso featuring BoA) (Piano-pella)
10. "Valenti" (English version)
11. "Every Heart: Minna no Kimochi" (English version)
12. "Listen To My Heart" (English version)
13. "Amazing Kiss" (English version)